# フレ岳
フレ岳（フレだけ）は、北海道千歳市に山頂があり支笏湖の西にある山である。

## 概要
空沼岳から漁岳・フレ岳・丹鳴（になる）岳と連なっている山の一つ。標高1,046m。千歳川、尻別川の源流。

## 登山
- 直接の登山道はなく、丹鳴岳などからの縦走となる。また、冬場はオコタンペ湖の氷上を渡ってのルートも使われているようだ。